# Enrique Salvat
Enrique Salvat Aragon (6 maggio 1950) è un ex schermidore cubano.

## Biografia
Ha partecipato ai Giochi della XX Olimpiade di Monaco di Baviera nel 1972 ed ai Giochi della XXI Olimpiade di Montréal nel 1976.

## Palmarès
In carriera ha conseguito i seguenti risultati:
- Giochi Panamericani:

Cali 1971: argento nel fioretto a squadre.
Città del Messico 1975: oro nel fioretto a squadre e bronzo individuale.